# Comptonia peregrina
Comptonia peregrina är en porsväxtart som först beskrevs av Carl von Linné, och fick sitt nu gällande namn av Thomas Coulter. Comptonia peregrina ingår i släktet Comptonia, och familjen porsväxter. Inga underarter finns listade i Catalogue of Life.

## Bildgalleri

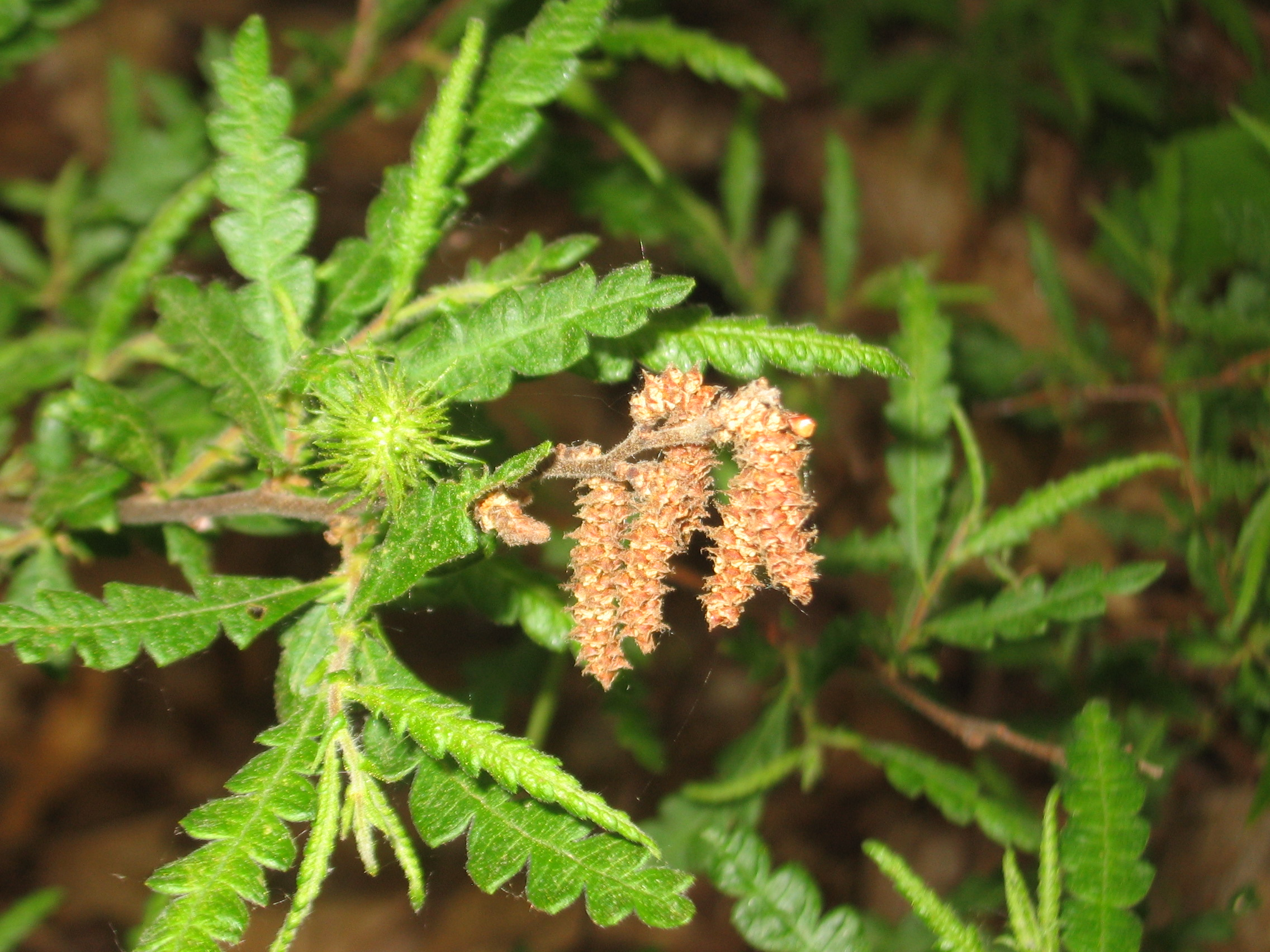
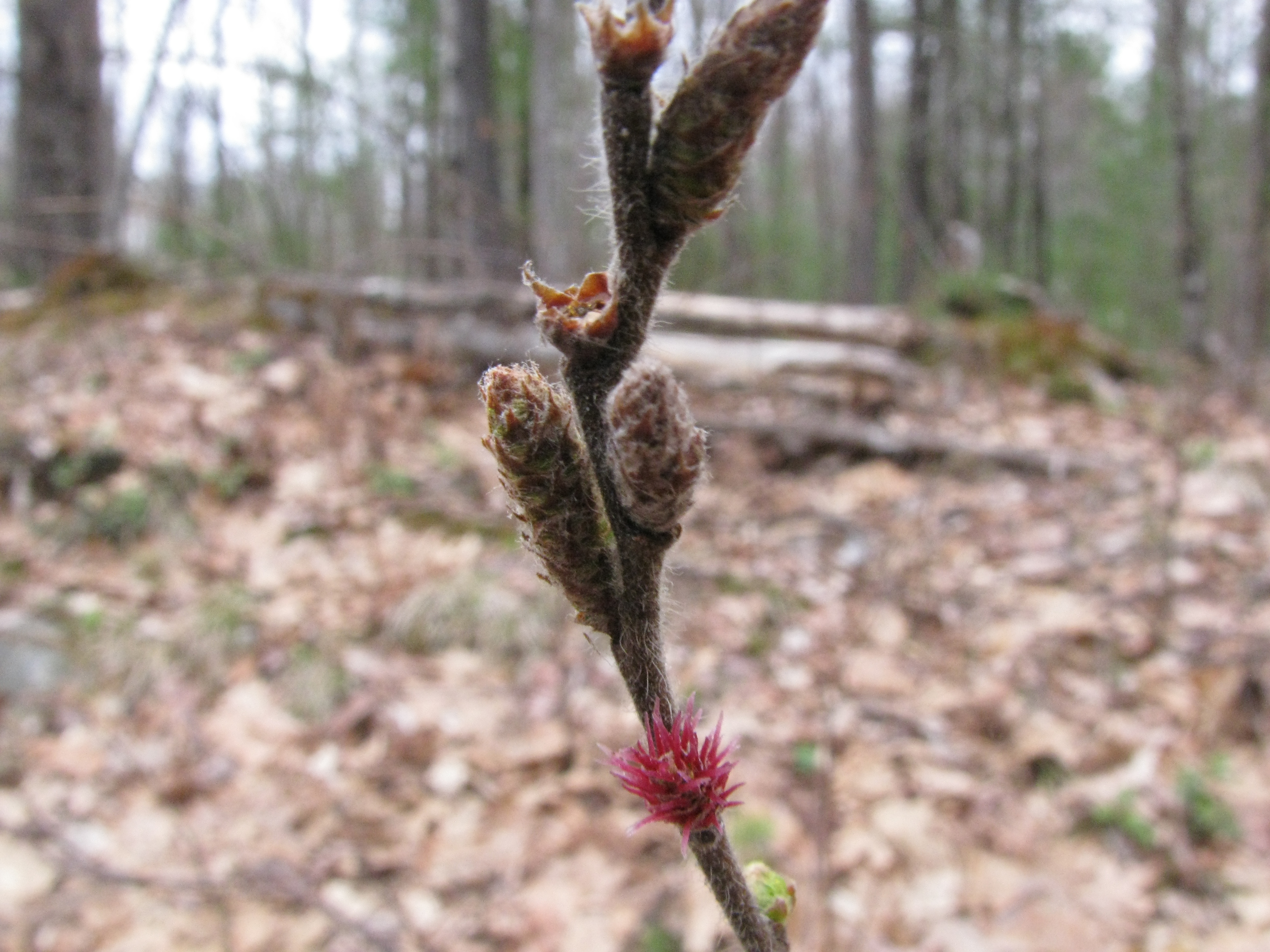
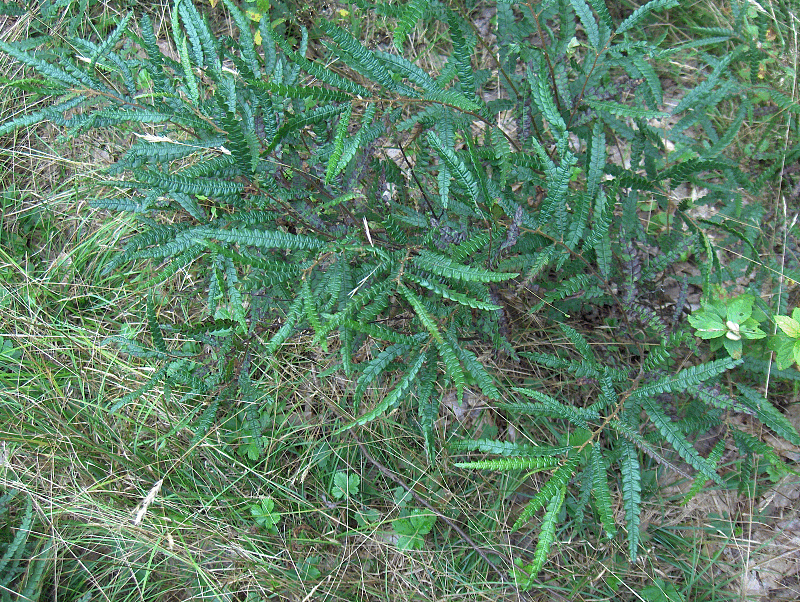
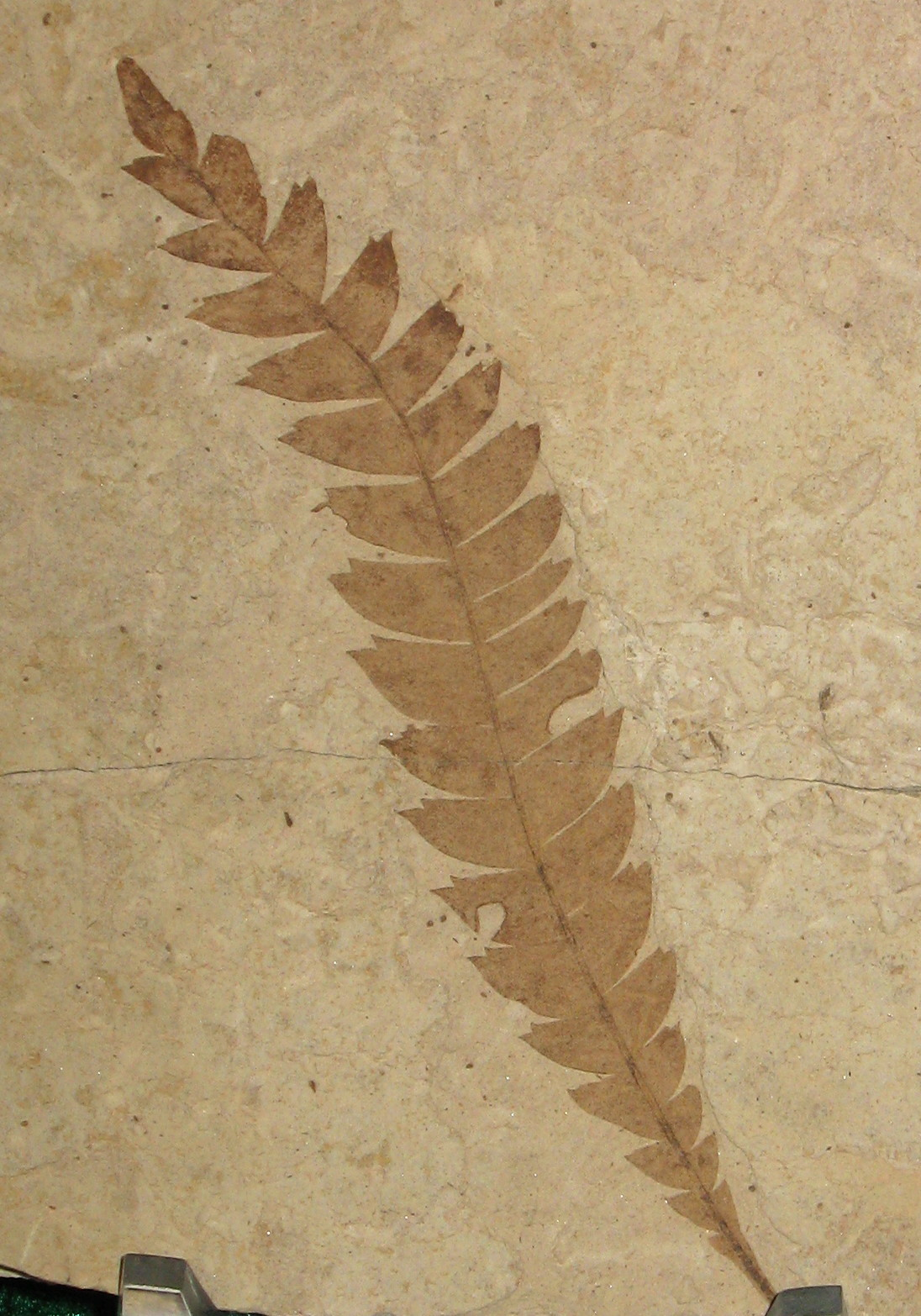
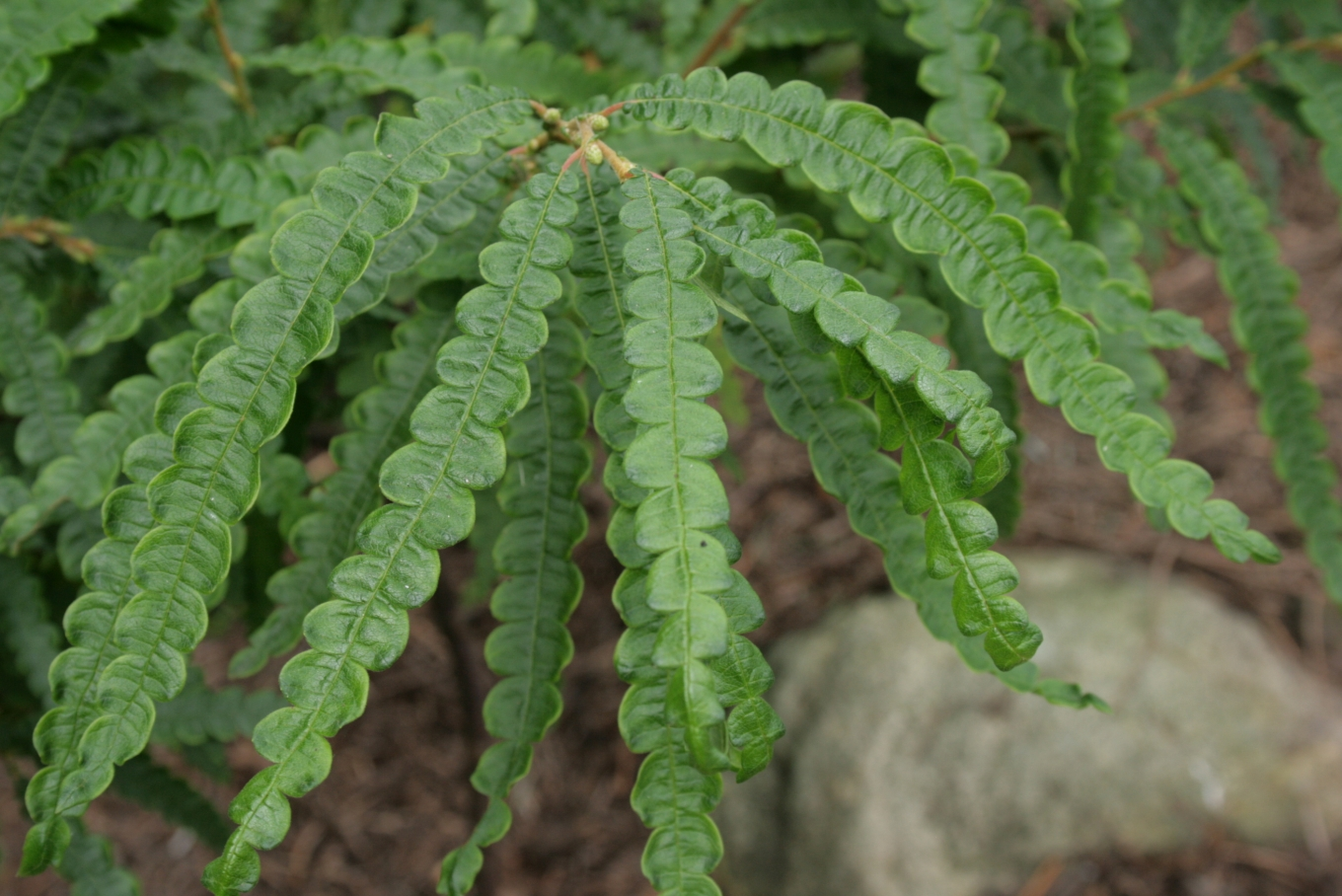
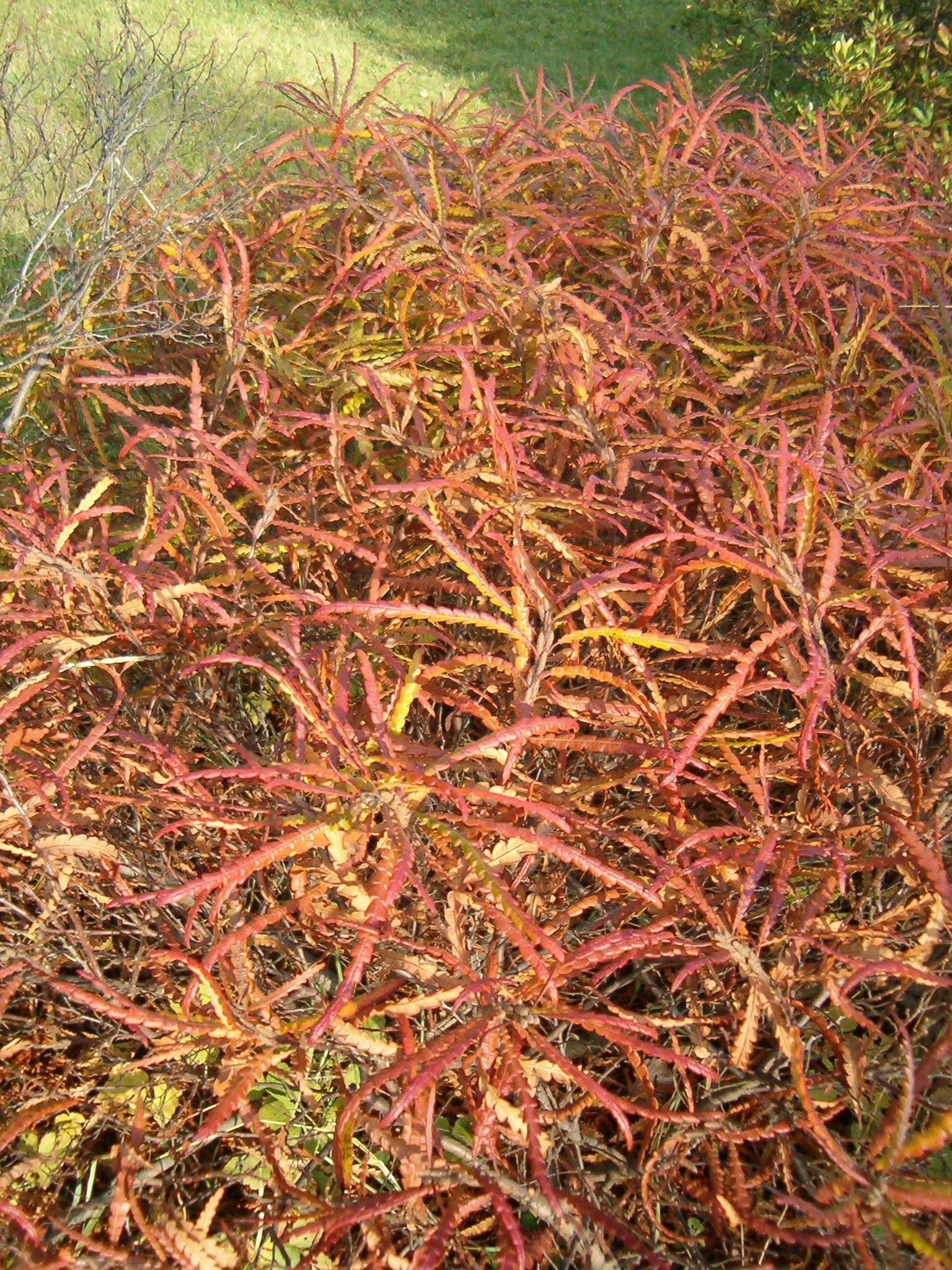